# А якщо це кохання?
«А якщо це кохання?» (рос. «А если это любовь?») — російський радянський художній фільм 1961 року режисера Юлія Райзмана.

## Сюжет
Десятикласники Ксеня і Борис одного разу усвідомлюють, що їх пов'язує щось більше, ніж просто дружба. Перше, боязке почуття стикається з глузуванням однокласників і грубим втручанням дорослих — в першу чергу педагогів…

## У ролях
- Жанна Прохоренко
- Ігор Пушкарьов
- Олександра Назарова
- Ніна Шоріна
- Юлія Цоглин
- Наталя Батирева
- Андрій Миронов
- Євген Жариков
- Анатолій Голік
- Надія Федосова
- Ольга Шахова
- Лєна Шкалікова
- Анна Павлова
- Віктор Хохряков
- Марія Андріанова
- Марія Дурасова
- Анастасія Георгієвська
- Ніна Бєлобородова
- Євген Бикадоров

## Творча група
- Сценарій: Йосип Ольшанський, Юлій Райзман, Ніна Руднєва
- Режисер: Юлій Райзман
- Оператор: Олександр Харитонов
- Композитор: Родіон Щедрін

## Оцінки
Фільм викликав дискусію в пресі